# Sint-Nicolaasbasiliek (Bari)

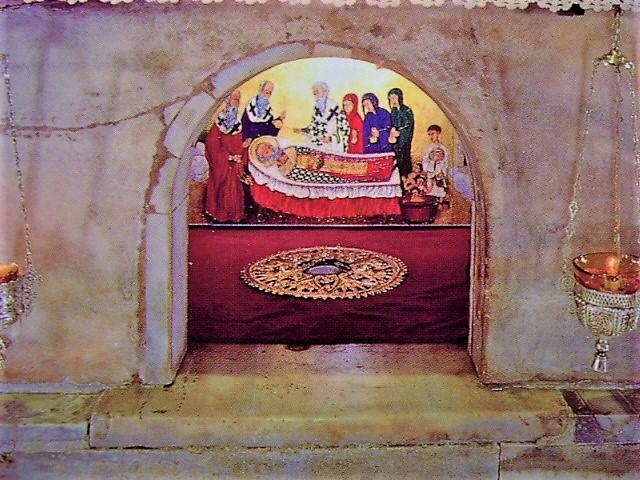
Het graf van Sint Nicolaas

De Basiliek van Sint-Nicolaas (Italiaans: Basilica di San Nicola) bevindt zich in de Italiaanse havenstad Bari.
De benedictijner abt Elia liet de kerk bouwen kort nadat plaatselijke zeelui in mei 1087 de relieken van Sint-Nicolaas hadden overgebracht uit Myra. Paus Urbanus II wijdde in 1089 de crypte in. De kerk zelf werd ingewijd in 1197.

## Architectuur
De basiliek geldt als het prototype van de romaanse bouwstijl van Apulië. De kerk heeft een rechthoekig grondplan; er zijn drie beuken en een transept achteraan ter hoogte van het priesterkoor. De indeling in een hoofdbeuk en twee zijbeuken gebeurt door granieten kolommen en het geheel doet denken aan de basilicabouwstijl. Het priesterkoor in het transept is afgescheiden van de rest van het gebouw door drie bogen die steunen op twee kolommen. Daardoor ontstaat wat men de basisstructuur van een iconostase kan noemen. Dit duidt op Byzantijnse invloed.

Onder de kerk bevindt zich de crypte; deze wordt gesteund door 26 kolommen met kapitelen in Byzantijnse en romaanse stijl. In het centrum van deze crypte bevindt zich het graf van Sint-Nicolaas. Links van het grafmonument werd een oosters-orthodoxe kapel gebouwd. 

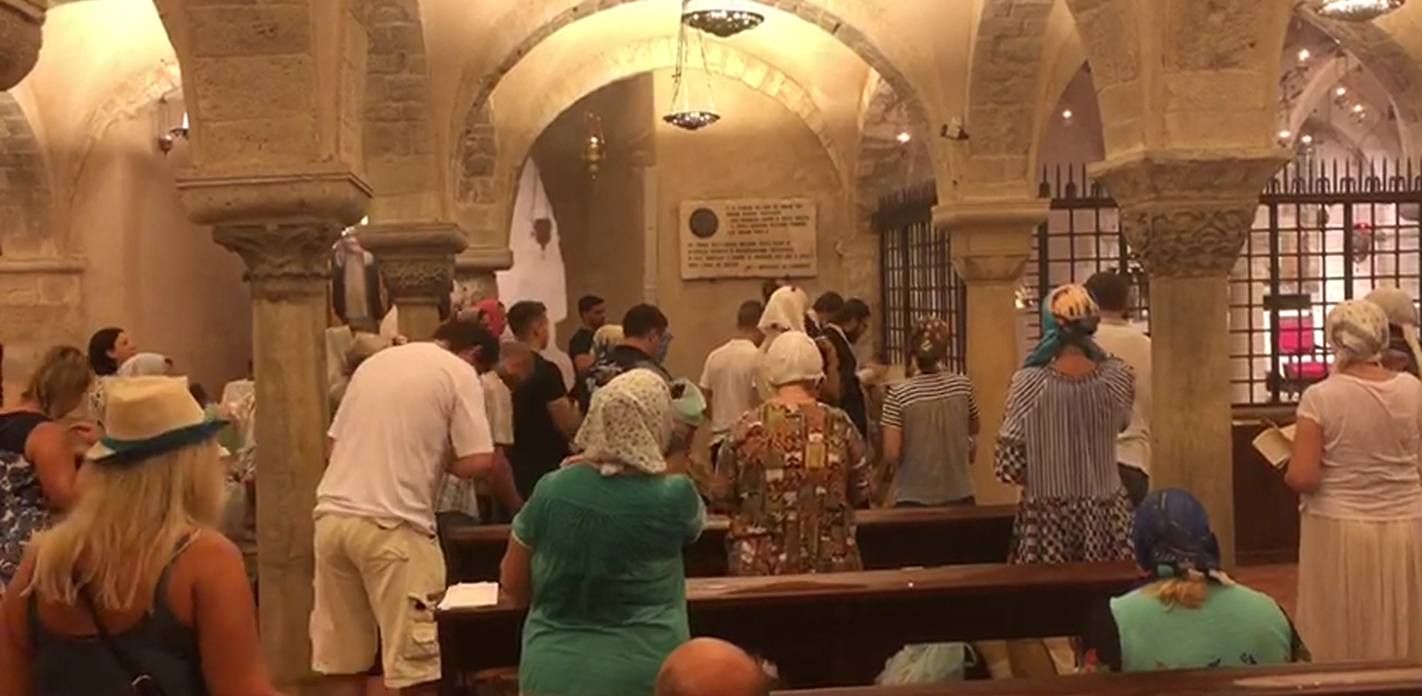
Russisch orthodoxe gelovigen tijdens een dienst (onder leiding van een priester) bij het graf van Sint Nicolaas in de crypte van de Basilica di San Nicola in Bari

De voorgevel van de kerk wordt geflankeerd door twee lage, massieve vierkante torens.
Juist deze torens geven het gebouw meer het uiterlijk van een kasteel dan van een kerk. Op verschillende momenten in zijn geschiedenis zou het gebouw als burcht gebruikt geweest zijn.

## Kunstwerken
In de kerk bevinden zich verschillende opmerkelijke kunstwerken.
De cathedra of bisschopszetel, daterend uit de late elfde eeuw, is een mooi voorbeeld van romaanse beeldhouwkunst.
Het ciborium is versierd met mozaïeken en heeft vier kolommen met afbeeldingen van planten, dieren en myhologische figuren. Het altaar zelf is in zilver en dateert uit de 17de eeuw.
De marmeren tombe van Bona Sforza, uit de 16de eeuw, is uitgevoerd in renaissancestijl.
Het vergulde plafond dateert uit de 17de eeuw en werd geschilderd door Carlo Rosa.
Op de vloer bevindt zich op verschillende plaatsen mooi mozaïekinlegwerk.

## Sint-Nicolaasverering
In de crypte van de basiliek worden de stoffelijke resten van Sint Nicolaas, de bisschop van Myra, bewaard. Ze werden in 1087 geroofd uit de Sint-Nicolaaskerk van Myra. De heilige Nicolaas is sindsdien de beschermheilige van Bari.
Men vertelt dat in de tombe zich een vloeistof vormt, het Santa Manna. Hieraan worden miraculeuze eigenschappen toegeschreven. Het Santa Manna wordt eenmaal per jaar − tijdens de feesten van 7 tot 9 mei − opgevangen door de rector van de basiliek in aanwezigheid van de plaatselijke hoogwaardigheidsbekleders. Het wordt verdund met water, in kleine beschilderde flesjes, aan de gelovigen uitgedeeld.
De basiliek is een belangrijk bedevaartsoord, zowel voor de rooms-katholieken als voor de orthodoxen. De kerk krijgt veel Russische bezoekers, omdat de heilige Nicolaas de patroonheilige van Rusland is. Aan de overkant van het kerkplein staat sinds 2003 een standbeeld van Sint-Nicolaas, dat is geschonken door president Poetin.